# Hingoli (stad)
Hingoli is een nagar panchayat (plaats) in het district Hingoli van de Indiase staat Maharashtra. 

## Demografie
Volgens de Indiase volkstelling van 2001 wonen er 69.552 mensen in Hingoli, waarvan 51% mannelijk en 49% vrouwelijk is. De plaats heeft een alfabetiseringsgraad van 67%. 